# Antoinette de Jong
Antoinette Lisanne Rijpma-de Jong (Heerenveen, 6 de abril de 1995) es una deportista neerlandesa que compite en patinaje de velocidad sobre hielo.
Participó en tres Juegos Olímpicos de Invierno, entre los años 2014 y 2022, obteniendo en total cuatro medallas, dos en Pyeongchang 2018, plata en persecución por equipos (junto con Marrit Leenstra, Ireen Wüst y Lotte van Beek) y bronce en 3000 m, y dos de bronce en Pekín 2022, en 1500 m y persecución por equipos (con Marijke Groenewoud, Irene Schouten e Ireen Wüst).
Ganó cinco medallas en el Campeonato Mundial de Patinaje de Velocidad sobre Hielo entre los años 2016 y 2024, y trece medallas en el Campeonato Mundial de Patinaje de Velocidad sobre Hielo en Distancia Individual entre los años 2016 y 2025.
Además, obtuvo seis medallas en el Campeonato Europeo de Patinaje de Velocidad sobre Hielo entre los años 2016 y 2025, y siete medallas en el Campeonato Europeo de Patinaje de Velocidad sobre Hielo en Distancia Individual entre los años 2020 y 2024.

## Palmarés internacional
| Juegos Olímpicos                           | Juegos Olímpicos                | Juegos Olímpicos  | Juegos Olímpicos        |
| Año                                        | Lugar                           | Medalla           | Prueba                  |
| ------------------------------------------ | ------------------------------- | ----------------- | ----------------------- |
| 2018                                       | Pyeongchang (Corea del Sur)     | Medalla de plata  | Persecución por equipos |
| 2018                                       | Pyeongchang (Corea del Sur)     | Medalla de bronce | 3000 m                  |
| 2022                                       | Pekín (China)                   | Medalla de bronce | 1500 m                  |
| 2022                                       | Pekín (China)                   | Medalla de bronce | Persecución por equipos |
| Campeonato Mundial                         |                                 |                   |                         |
| Año                                        | Lugar                           | Medalla           | Prueba                  |
| 2016                                       | Berlín (Alemania)               | Medalla de bronce | Clasificación general   |
| 2019                                       | Calgary (Canadá)                | Medalla de bronce | Clasificación general   |
| 2020                                       | Hamar (Noruega)                 | Medalla de bronce | Clasificación general   |
| 2022                                       | Hamar (Noruega)                 | Medalla de bronce | Clasificación general   |
| 2024                                       | Inzell (Alemania)               | Medalla de bronce | Clasificación general   |
| Campeonato Mundial en Distancia Individual |                                 |                   |                         |
| Año                                        | Lugar                           | Medalla           | Prueba                  |
| 2016                                       | Kolomna (Rusia)                 | Medalla de oro    | Persecución por equipos |
| 2016                                       | Kolomna (Rusia)                 | Medalla de bronce | 3000 m                  |
| 2017                                       | Gangneung (Corea del Sur)       | Medalla de oro    | Persecución por equipos |
| 2017                                       | Gangneung (Corea del Sur)       | Medalla de bronce | 3000 m                  |
| 2019                                       | Inzell (Alemania)               | Medalla de plata  | 3000 m                  |
| 2019                                       | Inzell (Alemania)               | Medalla de plata  | Persecución por equipos |
| 2020                                       | Salt Lake City (Estados Unidos) | Medalla de plata  | Persecución por equipos |
| 2021                                       | Heerenveen (Países Bajos)       | Medalla de oro    | 3000 m                  |
| 2021                                       | Heerenveen (Países Bajos)       | Medalla de oro    | Persecución por equipos |
| 2023                                       | Heerenveen (Países Bajos)       | Medalla de oro    | 1500 m                  |
| 2023                                       | Heerenveen (Países Bajos)       | Medalla de plata  | 1000 m                  |
| 2025                                       | Hamar (Noruega)                 | Medalla de oro    | Persecución por equipos |
| 2025                                       | Hamar (Noruega)                 | Medalla de plata  | 1500 m                  |
| Campeonato Europeo                         |                                 |                   |                         |
| Año                                        | Lugar                           | Medalla           | Prueba                  |
| 2016                                       | Minsk (Bielorrusia)             | Medalla de bronce | Clasificación general   |
| 2017                                       | Heerenveen (Países Bajos)       | Medalla de bronce | Clasificación general   |
| 2019                                       | Collalbo (Italia)               | Medalla de oro    | Clasificación general   |
| 2021                                       | Heerenveen (Países Bajos)       | Medalla de oro    | Clasificación general   |
| 2023                                       | Hamar (Noruega)                 | Medalla de oro    | Clasificación general   |
| 2025                                       | Heerenveen (Países Bajos)       | Medalla de oro    | Clasificación general   |
| Campeonato Europeo en Distancia Individual |                                 |                   |                         |
| Año                                        | Lugar                           | Medalla           | Prueba                  |
| 2020                                       | Heerenveen (Países Bajos)       | Medalla de oro    | Persecución por equipos |
| 2022                                       | Heerenveen (Países Bajos)       | Medalla de oro    | 1500 m                  |
| 2022                                       | Heerenveen (Países Bajos)       | Medalla de oro    | Persecución por equipos |
| 2022                                       | Heerenveen (Países Bajos)       | Medalla de plata  | 3000 m                  |
| 2024                                       | Heerenveen (Países Bajos)       | Medalla de oro    | 1500 m                  |
| 2024                                       | Heerenveen (Países Bajos)       | Medalla de oro    | Velocidad por equipos   |
| 2024                                       | Heerenveen (Países Bajos)       | Medalla de plata  | 1000 m                  |